# Abaucán
L'Abaucán és un riu de l'Argentina que travessa les províncies de Catamarca i La Rioja, en zones de molt baixa precipitació pluvial. La seua conca total abasta 28.300 km². El cabal de l'Abaucán depèn quasi exclusivament de les precipitacions nivals de la Serralada dels Andes.